# Cratete di Atene (filosofo)
Cratete di Atene (in greco antico: Κράτης?, Krátēs; ... – 268-265 a.C.) è stato un filosofo greco antico della corrente platonica, allievo ed eromenos di Polemone, e suo successore come scolarca dell'Accademia di Atene, verso il 270 a.C.
L'intima amicizia di Cratete e Polemone è stata celebrata nell'antichità, e Diogene Laerzio ha trasmesso un epigramma del poeta Antagora, il quale tramanda che i due amici furono sepolti insieme.
I più illustri alunni di Cratete furono il filosofo Arcesilao, che gli succedette come scolarca, Teodoro l'ateo e Bione di Boristene.
Degli scritti di Cratete non rimane nulla; Diogene Laerzio afferma che vertevano su argomenti filosofici, sulla commedia e che il filosofo compose anche orazioni, che più verosimilmente sono da attribuire a Cratete di Tralles.  Probabilmente scrisse anche monografie su argomenti diversi: astronomia, geografia ed etnografia; in più uno scritto di dubbia attribuzione riguarda il dialetto antico: un'opera organizzata in almeno cinque libri, il cui contenuto probabilmente era sulla distinzioni tra termini asiani e attici.